# لوئیس ماریا دیاز ده اوتاسو
لوئیس ماریا دیاز ده اوتاسو (اسپانیایی: Luis María Díaz De Otazu‎؛ زادهٔ ۱۱ اوت ۱۹۶۶) دوچرخه‌سوار اهل اسپانیا است. وی در مسابقات تور دو فرانس شرکت کرده است.